# 斯特凡·莱特尔
斯特凡·莱特尔（德語：Stefan Leitl，1977年8月29日—）是一位德国前足球运动员及现任足球教练，自2025年2月起执教德国足球乙级联赛俱乐部柏林赫塔。

## 球员生涯

### 俱乐部
作为在伊斯马宁长大的五兄弟中的老幺，莱特尔是在伊斯马宁足球俱乐部开始了自己的足球生涯。1987年，他加入拜仁慕尼黑青年队，并在1996年之前一直是该队的成员——尽管也曾入选职业队大名单。但莱特尔并未参加德甲联赛，只能代表业余性质的拜仁二队征战，遂于1998年转投南部地区联赛球队罗霍夫，并在那里成长为一名领袖球员。
莱特尔于1999年离开罗霍夫，与德乙联赛球队纽伦堡签订合同，并在此效力至2001年——包括最后一年征战德甲。1999年8月15日，莱特尔在主场以3比0战胜瓦德霍夫曼海姆的比赛中完成职业生涯首秀；同年8月29日，他又在主场以2比1击败福尔图娜科隆的比赛中射入职业生涯首球。当纽伦堡在2000-01赛季以冠军身份升入德甲后，莱特尔得以于2001年8月8日完成德甲首秀，在0比1不敌慕尼黑1860的比赛中登场。然而，他却发现自己在德甲的机会有限，当季的前半程仅获得5次出场机会，于是在2002年的冬歇期便离开了俱乐部。
在接下来的三年里，莱特尔与翁特哈兴签约。后者当时仍处于德乙作赛，但赛季结束后便直接降入了地区联赛。在接下来的赛季中，他参加了36场比赛中的33场，并帮助翁特哈兴以进球数领先于竞争对手雅恩雷根斯堡，最终赢得了冠军。之后的赛季，莱特尔失去了自己的位置，仅参加了13场比赛，主要是作为替补。
2004年7月，莱特尔离开翁特哈兴，加盟南部地区联赛的升班马达姆施塔特98，并在主教练的指导下效力至2007年。随着达姆施塔特降入黑森联赛，他回到巴伐利亚加盟因戈尔施塔特04，并在那里确立了自己作为关键球员的地位，带领俱乐部以联赛亚军的身份升入德乙。因戈尔施塔特于一个赛季后降入德丙，但至2010年反弹，在升级附加赛中击败汉莎罗斯托克后重返德乙。莱特尔在2010-11赛季德国足协杯第一圈对阵卡尔斯鲁厄的比赛中射入1球，这是因戈尔施塔特在新落成的奥迪体育公园的首个正式比赛入球。2010年11月20日，在客场以4比1战胜波鸿的德乙联赛中，莱特尔完成了个人职业生涯中的首次帽子戏法。2013年5月19日，在因戈尔施塔特04主场0比3负于科隆的比赛中，他最后一次以球员身份登场。

### 国家队
莱特尔曾于1997年两次入选德国21岁以下国家足球队：11月25日，球队在弗赖堡以2比2战平瑞士，12月9日则在科隆对阵与比利时互交白卷；在这两场比赛中，莱特尔都只参加了上半场。 1998年，这位中场球员也两次代表国奥队出战：5月15日在法国土伦以1比1战平中国，5月19日在法国马莱莫尔以0比1负于葡萄牙。

## 主教练生涯
退役后，莱特尔留队成为因戈尔施塔特U-17梯队的主教练。从2014年9月至2017年8月，他又转而担任俱乐部二队主教练。 其作为二队主教练参加的首场比赛是在2014年9月19日的巴伐利亚地区联赛中以4-2击败瓦克尔布格豪森，他在该赛季则率队以第五名完赛。此后两个赛季，因戈尔施塔特二队分别排名第11和第8。在此期间，莱特尔在亨内夫的亨内斯·魏斯魏勒体育学院完成了德国足协开办的足球教练培训课程，并于2017年3月20日在格拉芬布鲁赫获得了欧洲足联专业执照。莱特尔在二队的最后一场比赛是在2017年8月8日以2比0击败罗森海姆1860，因为他于2017年8月22日取代了迈克·瓦尔普吉斯担任一线队主教练。2018年9月22日，整整一年后，他因在该赛季开局不佳，在六场比赛中仅取得一胜后被而遭到解雇。他在一线队执教的总成绩为14胜11平15负。
2019年2月5日，莱特尔接替达米尔·布里奇，出任弗兰肯俱乐部、正于德乙作赛的格罗伊特菲尔特主教练。同年11月，其原本应于2019-20赛季结束后届满的合同被延长至2021年6月。随后，他又与俱乐部续签了两年合同，将继续留在菲尔特直至2023年6月30日。2021年5月23日，莱特尔率菲尔特成功升入2021-22赛季德甲。这使他成为继米克·比斯肯斯之后，俱乐部历史上第二位达成该成就的主教练。